# Hermann Clamor von Mandelslo

Wappen

Hermann Clamor von Mandelslo (* 1573; † 1648) war ein deutscher Verwaltungsbeamter.

## Leben
Hermann Clamor von Mandelslo entstammte dem niedersächsischen Adelsgeschlecht von Mandelsloh auf Evensen. Als Kammerjunker trat er in die Dienste des Herzogs August von Braunschweig-Lüneburg und gewann dessen besonderes Vertrauen, zunächst als Stallmeister und Amtshauptmann von Knesebeck. 1610 war er im Auftrag Augusts Vermittler bei den Verlobungsverhandlungen zwischen Philipp III. (Hessen-Butzbach) und Anna Margaretha von Diepholz.
Als August 1610/11 zum Administrator des Bistums Ratzeburg gewählt wurde, ernannte er Mandelslo zum Stiftshauptmann mit Sitz in Schönberg (Mecklenburg). Als Stiftshauptmann war Mandeslo für die Verwaltung des bischöflichen Anteils am Stift zuständig. Seine Amtsführung und die Auswirkungen des Dreißigjährigen Krieges führten zu ständigen Auseinandersetzungen mit dem Domkapitel unter dem Domdechanten Hartwig von Bülow.
Mandelslo bemühte sich während des Krieges, dessen Folgen zu lindern. Das Stiftsland war seit 1625 von den Kriegsereignissen betroffen. In diesem Jahr richteten durchziehende Truppen unter Ernst von Mansfeld große Schäden an. König Christian IV. von Dänemark stellte zwar dem Stift im März 1626 einen Schutzbrief aus. Dennoch schickte er im Oktober 1626 Truppenteile ins Land, um Werbungen vorzunehmen. 1628 zogen kaiserliche Truppen durch. Mandelslo war in dieser Zeit ständig mit Verhandlungen betraut. Dazu waren große Summen an durchziehende Regimenter zu zahlen, die er mit Härte von den Stiftsuntertanen eintrieb. Aus persönlichen Mitteln lieh er dem Stift 1628 die bedeutende Summe von über 10.000 Reichstalern, für das die Dörfer Mannhagen, Panten und Walksfelde als Hypothek dienten und um dessen korrekte Abrechnung es zu einem langwierigen Prozess kam. 1629 kehrte mit dem Lübecker Frieden etwas Ruhe ein, dann jedoch kamen schwedische Truppen ins Land, die Wallenstein aus Mecklenburg vertrieben.
Mandelslo wurde von seinen Gegnern im Domkapitel vorgeworfen, eigenmächtig und zu seinem eigenen Vorteil zu handeln. Er hatte einen Hof nahe dem Bischofshof in Schönberg an sich gebracht und abgabenfrei gemacht, Hufen in Bardowiek sowie den Schulzenhof in Samkow (Ortsteil von Carlow (Mecklenburg)) und die Papiermühle an der Steinau in Mannhagen.
Als Herzog August 1636 starb, übernahm das Domkapitel die Stiftsregierung, entließ Mandelslo, klagte ihn der persönlichen Bereicherung an und entzog seine Güter. Mandelslo erhob Gegenklage auf Rückzahlung seines 1628 geleisteten Vorschusses. Der Prozess Mandelslo Contra Mecklenburg (das 1648 das säkularisierte Stift zugesprochen bekam) zog sich noch über 100 Jahre beim Reichskammergericht hin, bis es 1751 zu einem Vergleich kam.
Er war verheiratet mit Anna, geb. von Pflug. Johann Albrecht von Mandelslo war ein Sohn des Paares.
An Mandelslo erinnerte ein von ihm gestifteter Geweihkronleuchter in der Schönberger St. Laurentius-Kirche, der jedoch 1846 entfernt wurde.